# Hugh Mitchell
Hugh William Mitchell (Winchester, 07 de setembro de 1989) é um ator britânico de cinema que se tornou famoso interpretando Colin Creevey no filme Harry Potter e a Câmara Secreta, da série cinematográfica Harry Potter, baseada na série de livros da autora britânica J. K. Rowling. 
Mitchell estudou na The Pilgrims' School, Winchester, de 1999 a 2003. Após a Pilgrims', ele frequentou a King Edward VI School, Southampton, de 2003 a 2006 e após, a Peter Symonds College.
Recenetemente, ele apareceu na série de televisão The White Queen, junto com Max Irons, interpretando Richard Welles.

## Filmografia

### Filmes
| Ano  | Título                                  | Papel                   | Notas                       |
| ---- | --------------------------------------- | ----------------------- | --------------------------- |
| 2002 | Harry Potter and the Chamber of Secrets | Colin Creevey           |                             |
| 2002 | Nicholas Nickleby                       | Jovem Nicholas Nickleby |                             |
| 2003 | State of Mind                           | Adam Watson             | Filme para TV               |
| 2003 | Wondrous Oblivion                       | Hargreaves              |                             |
| 2003 | Henry VIII                              | Príncipe Edward         | Filme para TV               |
| 2003 | Interviews with Students                | Ele mesmo               | Documentário curta-metragem |
| 2005 | Tom Brown's School Days                 | Ron Green               | Filme para TV               |
| 2005 | Beneath the Skin                        | Josh Hintlesham         | Filme para TV               |
| 2006 | The Da Vinci Code                       | Jovem Silas             |                             |
| 2009 | Tormented                               | Tim                     |                             |
| 2012 | The Last Weekend: Behind the Scenes     | Ele mesmo               | Docmentário curta-metragem  |

### Televisão
| Ano  | Título           | Papel                  | Notas                                                                |
| ---- | ---------------- | ---------------------- | -------------------------------------------------------------------- |
| 2006 | Judge John Deed  | Macdonald Brock        | TV series; 1 Episode: "Lost Youth"                                   |
| 2007 | Waking the Dead  | Mark Lennon            | TV series; 2 Episodes: "Double Bind: Part 1" e "Double Bind: Part 2" |
| 2010 | Life of Riley    | Ben                    | TV series; 1 Episode: "Crazy"                                        |
| 2012 | The Last Weekend | Archie                 | TV series; 2 Episodes: Episodes #1.1 and #2.3                        |
| 2012 | Parade's End     | Bennett 2nd Lieutenant | TV series; 1 Episode: "Episode #1.5"                                 |
| 2013 | The White Queen  | Richard Welles         | TV series; 2 episodes: "The Storm" and "The Price of Power"          |
| 2013 | Whitechapel      | William Tierney Clarke | TV series; 1 Episode: "Episode #4.4"                                 |